# Saint-Julien-de-Coppel
 Saint-Julien-de-Coppel  là một xã ở tỉnh Puy-de-Dôme trong vùng Auvergne-Rhône-Alpes, Pháp. Xã này có diện tích 21,54 kilômét vuông, dân số năm 2006 là 1076 người. Khu vực này có độ cao trung bình mét trên 450 mực nước biển.